# Kurt-Lee Arendse
Kurt-Lee Arendse (* 17. Juni 1996 in Paarl) ist ein südafrikanischer Rugby-Union-Spieler und früherer Siebener-Rugby-Spieler. Er spielt auf den Positionen des Außendreiviertels und des Schlussmannes für das südafrikanische Franchise Bulls und die südafrikanische Nationalmannschaft, mit der er 2023 Weltmeister wurde.

## Biografie

### Vereinskarriere
Arendse begann im Alter von neun Jahren Rugby zu spielen. Er besuchte die Paulus Joubert Secondary School in Paarl und spielte für die Schulmannschaft. Nach dem Schulabschluss ging er an die Universität des Westkaps in Kapstadt, um ein Wirtschaftsstudium zu absolvieren. Er spielte zunächst in der Universitätsmeisterschaft Varsity Shield (zweite Liga des Varsity Cup), wobei er durch sein Talent auffiel, besonders was seine Schnelligkeit und sein Stehvermögen betraf. Er war maßgeblich am ersten Platz seiner Mannschaft und dem Aufstieg in den höherklassigen Varsity Cup verantwortlich; ebenso wurde er zum besten Spieler seiner Mannschaft gewählt. Außerdem spielte er 2015 für die U19-Auswahl der Western Province, 2016 für die U20-Auswahl der Boland Cavaliers und schließlich 2017 für die U21-Auswahl der Western Province.
Nachdem er sich eine Zeitlang auf Siebener-Rugby konzentriert hatte (siehe unten), unterschrieb Arendse im August einen Vertrag beim Franchise der Bulls. Für dieses Team aus Pretoria nahm er an Super Rugby Unlocked teil, einem Ersatzturnier für die aufgrund der COVID-19-Pandemie ausgefallene Super-Rugby-Meisterschaft. In vier Spielen erzielte er zwei Versuche, wodurch er zum Turniergewinn seines Teams beitrug. Später in der Saison gewann er mit den Blue Bulls den Currie Cup; diesen Erfolg wiederholte er 2021.

### Siebener-Rugby
Nachdem er bei den Boland Cavaliers für die U18-Auswahl im Siebener-Rugby gespielt hatte, trat er 2018 in die nationale Sevens Academy ein. Als Teil dieser Auswahl bestritt er zu Beginn des Jahres 2019 mehrere Turniere in Südamerika. Im März desselben Jahres wurde er in die südafrikanische Siebener-Rugby-Nationalmannschaft (Blitzbokke) berufen, um im Vancouver an den Canada Sevens teilzunehmen, einem Turnier der World Rugby Sevens Series. Sein erstes Spiel bestritt er gegen Fidschi. In seiner ersten Saison nahm er an drei weiteren Turnieren teil, wobei er sich nach und nach als Stammspieler etablierte.
In der darauffolgenden Jahr bestritt Arendse vier Turniere, bevor die Saison wegen der Pandemie abgebrochen werden musste. Daraufhin gab er, wie eine Reihe seiner Teamkollegen, ein kurzes Gastspiel beim Team Monaco Rugby Sevens im neu geschaffenen französischen Wettbewerb Supersevens. Anfang 2021 kehrte er vorübergehend zur Nationalmannschaft zurück, um sich auf die Olympischen Sommerspiele 2020 vorzubereiten, die pandemiebedingt um ein Jahr verschoben worden waren. Die Blitzbokke beendeten das olympische Turnier in Tokio auf dem fünften Platz.
Aufgrund der Neuorientierung des südafrikanischen Franchises in Richtung Europa spielten die Bulls ab der Saison 2021/22 in der United Rugby Championship. Bei ihrer erstmaligen Teilnahme erreichten sie mit Arendse als Stammspieler sogleich das Meisterschaftsfinale, unterlagen in diesem aber den Stormers mit 13:18.

### Nationalmannschaft
Im Anschluss an seine erfolgreiche Saison in der United Rugby Championship wurde Arendse im Juni 2022 von Nationaltrainer Jacques Nienaber erstmals in die südafrikanische Nationalmannschaft berufen, um sich auf die Mid-year Internationals vorzubereiten. Sein erstes Test Match für die Springboks bestritt er am 9. Juli 2022 bei der 12:13-Heimniederlage in Bloemfontein gegen Wales. Einen Monat später folgte das Aufgebot für die Rugby Championship 2022. Am 6. August erzielte er im Mbombela beim 26:10-Sieg über Neuseeland seinen ersten Versuch für die Springboks, erhielt aber nach einem gefährlichen Foul an Beauden Barrett auch seine erste rote Karte, wofür er eine Sperre von vier Wochen erhielt. Ein Jahr später gelang ihm in der ersten Runde der Rugby Championship 2023 gegen Australien ein Hattrick.
Bei der WM 2023 in Frankreich wurde er in den Gruppenspielen gegen Schottland und Irland, im Viertelfinale gegen Frankreich, im Halbfinale gegen England und im Finale gegen Neuseeland eingesetzt und verteidigte mit den Springboks erfolgreich den Weltmeistertitel.

## Erfolge
Südafrika:
- Weltmeister: 2023

Bulls:
- Meisterschaftsfinalist United Rugby Championship: 2022

Blue Bulls:
- Sieger Currie Cup: 2020, 2021

Siebener-Rugby:
- 5. Platz an den Olympischen Sommerspielen 2020